# Paratuposa placentis
Paratuposa placentis — вид жуків родини перокрилок (Ptiliidae). Один з найменших видів жуків.

## Поширення
Виявлений в Новій Гвінеї та у В'єтнамі.

## Опис
Жук завдовжки 0,39 мм, завширшки 0,13 мм. Тіло вузьке, циліндричне. Антени 11-членикові; двочленикова булава дорівнює довжині інших члеників джгутика; третій сегмент циліндричний, 4-й субциліндричний, 6-й майже сферичний; сьомий, восьмий та дев'ятий сегменти поперечні. Пронотум і скутеллюм опуклі. Основне забарвлення тіла коричневе; очі чорні; вусики та черевце жовті.
P. placentis — один із найдрібніших непаразитичних видів комах із довжиною тіла близько 395±21 мкм. Цей розмір подібний до розміру деяких одноклітинних протистів, таких як амеба звичайна (Amoeba proteus). Вага тіла P. placentis становить 2,43±0,19 мкг. Щетиннисте крило складається з черешка, вузької крильової пластинки і бахроми з щетинок (щетинок), покритих вторинними виростами. Довжина крила 493±18 мкм, щетинки займають 95 % аеродинамічно ефективної площі крила. Імовірно, як і близькі види, живе у трутових грибах (Agaricomycetes) .
Жуки мають незвичайний і ефективний механізм польоту. Він багато в чому схожий на плавання: спочатку задні перисті крила здійснюють гребні рухи по траєкторії у вигляді широкої вісімки, а потім схлопуються і приходять у початкову позицію чергового помаху. Жорсткі надкрила грають роль інерційного гальма, працюють як стабілізатор та компенсують обертання тіла. Це дозволяє Paratuposa placentis розвивати більше прискорення, ніж у більших жуків. У результаті вони долають набагато більшу відносно їхніх розмірів відстань, ніж усі досліджені тварини. Завдяки таким особливостям вони не тільки зберігають стійкість, але й розганяються до десятків сантиметрів за секунду. Їхні показник (до 540 довжин тіла на секунду у P. placentis і до 957 у Acrotrichis sericans) на порядок перевершують показники гоночного автомобіля «Формули 1» (16-18 довжин автомобіля на секунду) та гепарда (до 20) .

## Таксономія
Paratuposa placentis був вперше описаний в 1931 австралійським ентомологом Седриком Діном за типовими матеріалами з Папуа. Таксон виділений в окремий монотиповий рід Paratuposa у складі триби Nanosellini (Ptiliidae).